# دوريس سينغلتون
دوريس سينغلتون (بالإنجليزية: Doris Singleton)‏ هي مغنية وممثلة أمريكية، ولدت في 28 سبتمبر 1919 في نيويورك في الولايات المتحدة، وتوفيت في 26 يونيو 2012 في لوس أنجلوس في الولايات المتحدة بسبب سرطان.

## أعمال

### مسلسلات
- أنا أحب لوسي

## وصلات خارجية
- دوريس سينغلتون على موقع IMDb (الإنجليزية)
- دوريس سينغلتون على موقع أول موفي (الإنجليزية)
- دوريس سينغلتون على موقع إن إن دي بي (الإنجليزية)
- دوريس سينغلتون على موقع ديسكوغز (الإنجليزية)
- دوريس سينغلتون على موقع قاعدة بيانات الفيلم (الإنجليزية)